# (1801) Titicaca
Pour les articles homonymes, voir Titicaca.
(1801) Titicaca est un astéroïde de la ceinture principale découvert le 23 septembre 1952 par l'astronome Miguel Itzigsohn.

## Historique
Le lieu de découverte, par l'astronome Miguel Itzigsohn, est l'observatoire astronomique de La Plata.
Sa désignation provisoire, lors de sa découverte le 23 septembre 1952, était 1952 SP1.

## Caractéristiques
Sa distance minimale d'intersection de l'orbite terrestre est de 1,826 230 ua.